# Provinz Huamalíes

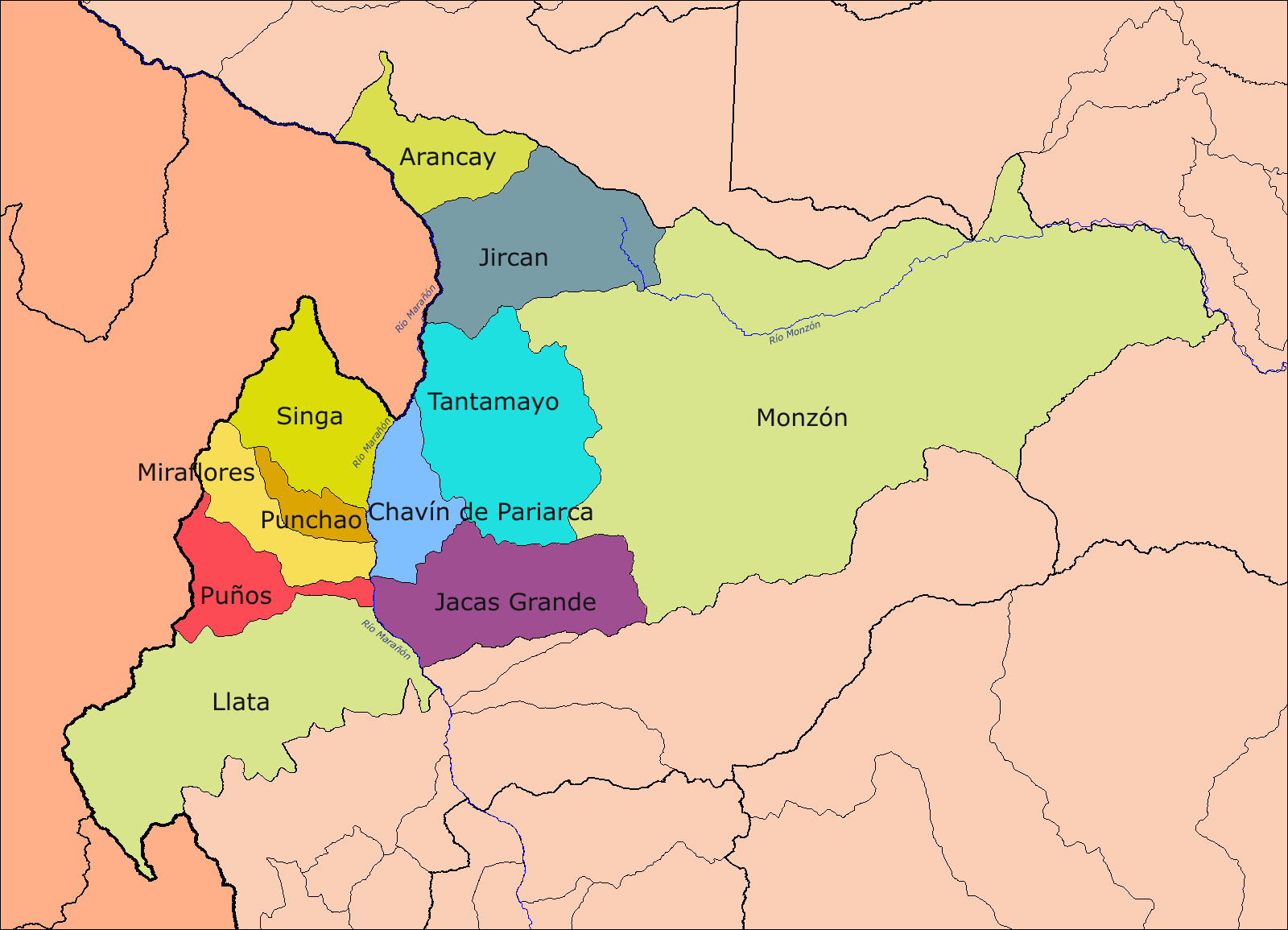
Lage der Distrikte

Die Provinz Huamalíes ist eine von elf Provinzen der Region Huánuco in Zentral-Peru. Die Provinz hat eine Fläche von 3145 km². Beim Zensus 2017 lebten 54.968 Menschen in der Provinz. Im Jahr 1993 lag die Einwohnerzahl bei 56.119, im Jahr 2007 bei 66.450. Die Provinzverwaltung befindet sich in der Kleinstadt Llata.

## Geographische Lage
Die Provinz Huamalíes liegt im Westen der Region Huánuco. Sie erstreckt sich über die peruanische Zentralkordillere. Der Oberlauf des Río Marañón durchquert den westlichen Teil der Provinz in nördlicher Richtung. Die Provinz hat eine maximale Längsausdehnung in WNW-OSO-Richtung von etwa 115 km. Der Río Monzón, ein linker Nebenfluss des Río Huallaga, durchfließt den östlichen Teil der Provinz in östlicher Richtung.
Die Provinz Huamalíes grenzt im Norden an die Provinz Huacaybamba, im Osten an die Provinz Leoncio Prado, im Süden an die Provinz Dos de Mayo sowie im Westen an die Region Ancash.

## Verwaltungsgliederung
Die Provinz Huamalíes gliedert sich in elf Distrikte (Distritos). Der Distrikt Llata ist Sitz der Provinzverwaltung.
| Distrikt           | Verwaltungssitz    |
| ------------------ | ------------------ |
| Arancay            | Arancay            |
| Chavín de Pariarca | Chavín de Pariarca |
| Jacas Grande       | Jacas Grande       |
| Jircan             | Jircan             |
| Llata              | Llata              |
| Miraflores         | Miraflores         |
| Monzón             | Monzón             |
| Punchao            | Punchao            |
| Puños              | Puños              |
| Singa              | Singa              |
| Tantamayo          | Tantamayo          |